# HD 95857
HD 95857，又名CD-31 8726，SAO 202039、HR 4307，是一颗恒星，视星等为6.46，位于銀經277.62，銀緯25.54，其B1900.0坐标为赤經10h 58m 30s，赤緯-31° 25.54′ 18″。